# ناخوانده (فیلم ۲۰۰۹)
ناخوانده (انگلیسی: The Uninvited) فیلمی آمریکایی در ژانر وحشت روان‌شناختی به کارگردانی چارلز گارد و توماس گارد است که در سال ۲۰۰۹ منتشر شد. ناخوانده بازسازی فیلم ترسناک داستان دو خواهر محصول ۲۰۰۳ کشور کره جنوبی است. این فیلم با نقدهای متفاوتی مواجه شد.

## بازیگران
- دیوید استراترن در نقش استیون آیورز
- الیزابت بنکس در نقش ریچل
- آریل کبل در نقش الکس آیورز
- امیلی براونینگ در نقش آنا آیورز
- جسی ماس در نقش مت
- کوین مک‌نالتی در نقش کلانتر امری
- دان اس. دیویس در نقش آقای هنسون
- هیتر دورکسن در نقش میلدرد کمپ